# Arquidiócesis de San Juan de Cuyo
La arquidiócesis de San Juan de Cuyo (en latín: Archidioecesis Sancti Ioannis de Cuyo) es una circunscripción eclesiástica de la Iglesia católica en Argentina. Se trata de una arquidiócesis latina, sede metropolitana de la provincia eclesiástica de San Juan de Cuyo. Desde el 17 de junio de 2017 el Gobierno Pastoral de la misma es ejercido a través de la persona de Su Excelencia Reverendísima el Señor Arzobispo Metropolitano Monseñor Jorge Eduardo Lozano.

## Territorio y organización

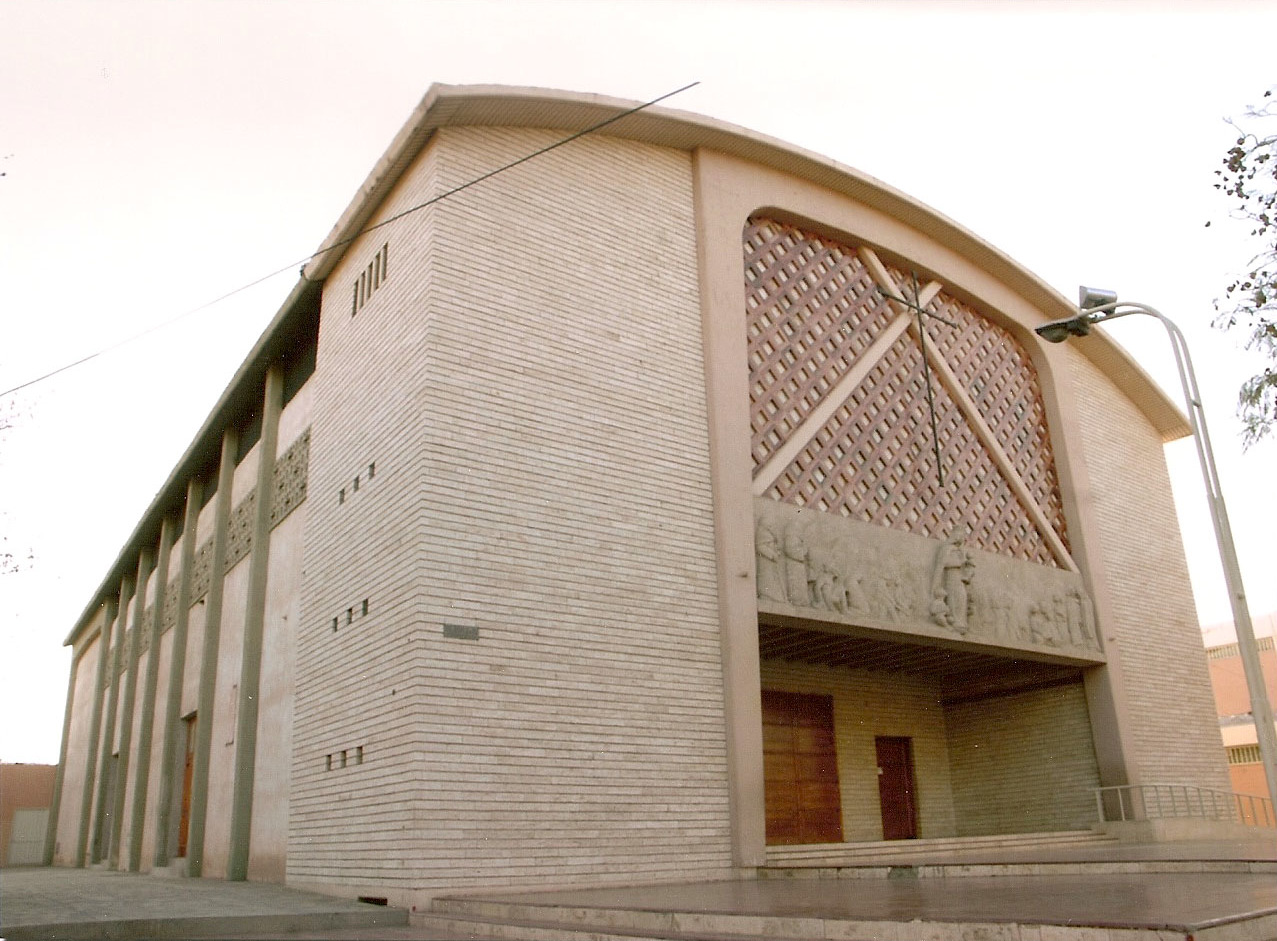
Basílica de Nuestra Señora de los Desamparados, en Rivadavia

La arquidiócesis tiene 89 615 km² y extiende su jurisdicción sobre los fieles católicos de rito latino residentes en la provincia de San Juan.
La sede de la arquidiócesis se encuentra en la ciudad de San Juan, en donde se halla la Catedral de San Juan Bautista. En Rivadavia se encuentra la basílica menor de Nuestra Señora de los Desamparados.
La arquidiócesis tiene como sufragáneas a las diócesis de: La Rioja y San Luis.
En 2020 en la arquidiócesis existían 46 parroquias.

## Historia
La actual provincia de San Juan fue parte de la diócesis de Santiago de Chile (hoy arquidiócesis) desde su erección el 27 de junio de 1561 hasta el 28 de marzo de 1806, cuando junto con el resto de Cuyo pasó a formar parte de la diócesis de Córdoba (hoy arquidiócesis).
El vicariato apostólico de San Juan de Cuyo fue erigido el 22 de diciembre de 1828 con el territorio cuyano de la diócesis de Córdoba. 
El 19 de septiembre de 1834 el vicariato apostólico fue elevado a diócesis con la bula Ineffabili Dei Providentia del papa Gregorio XVI.
Originariamente sufragánea de la arquidiócesis de La Plata o Charcas (hoy arquidiócesis de Sucre), el 5 de marzo de 1865 pasó a formar parte de la provincia eclesiástica de la arquidiócesis de Buenos Aires.
El 15 de febrero de 1897 con la bula In Petri Cathedra, el papa León XIII disolvió el vicariato apostólico de la Patagonia Septentrional transfiriendo el territorio nacional del Neuquén a la diócesis de San Juan de Cuyo, sin embargo de lo cual continuó existiendo de hecho hasta 1909.
El 20 de abril de 1934 con la bula Nobilis Argentinae nationis del papa Pío XI su territorio fue restringido a la provincia de San Juan al ceder los territorios de Mendoza, Neuquén y San Luis para la erección de la diócesis de Mendoza (hoy arquidiócesis) y de la diócesis de San Luis. A la vez fue elevada al rango de arquidiócesis metropolitana, con las dos nuevas diócesis como sufragáneas.

Quapropter, praeter Bonaërensem ecclesiasticam provinciam, unam, uti diximus, illic iam exsistentem, sex alias provincias, tenore praesentium eademque suprema auctoritate Nostra, erigimus ac statuimus, nempe: (...) S. Ioannis de Cuyo. A Bonaerensi igitur provincia et ab eius metropolitana ecclesia sedes omnes, quae ipsi hucusque suffraganeae fuerunt, videlicet: (...) S. Ioannis de Cuyo, (...) separamus, eique posthac Mercedensem et Amlensem dioeceses uti suffraganeas assignandus. (...) Provincia denique ecclesiastica S. Ioannis de Cuyo dioecesi S. Ioannis de Cuyo, quam ad metropolitanae ecclesiae gradum extollimus, constabit et Mendozensi et S. Ludovici in Argentina dioecesibus, quas idcirco ipsi uti suffraganeas subiicimus.
Parte de la bula Nobilis Argentinae nationis

El terremoto del 15 de enero de 1944, que devastó la ciudad y la región, destruyó buena parte de los edificios religiosos y eclesiásticos, incluyendo la catedral, edificada en 1712, y el seminario, construido en 1875 La nueva catedral fue inaugurada el 16 de diciembre de 1979.
En marzo de 2022 el papa Francisco designó al sacerdote claretiano Gustavo Manuel Larrazábal como obispo auxiliar de San Juan de Cuyo. En septiembre de 2022 el papa Francisco designó al sacerdote sanjuanino Mario Héctor Robles como obispo auxiliar de esta arquidiócesis.

## Estadísticas
Según el Anuario Pontificio 2021, la arquidiócesis tenía a fines de 2020 un total de 704 500 fieles bautizados.
| Año                                                                             | Población            | Población | Población      | Sacerdotes | Sacerdotes    | Sacerdotes    | Bautizados por sacerdote | Diáconos permanentes | Religiosos | Religiosos | Parroquias |
| Año                                                                             | Bautizados católicos | Total     | % de católicos | Total      | Clero secular | Clero regular | Bautizados por sacerdote | Diáconos permanentes | Varones    | Mujeres    | Parroquias |
| ------------------------------------------------------------------------------- | -------------------- | --------- | -------------- | ---------- | ------------- | ------------- | ------------------------ | -------------------- | ---------- | ---------- | ---------- |
| 1950                                                                            | 220 000              | 230 000   | 95.7           | 48         | 33            | 15            | 4583                     |                      | 16         | 83         | 20         |
| 1964                                                                            | 350 000              | 386 000   | 90.7           | 67         | 42            | 25            | 5223                     |                      | 25         | 76         | 26         |
| 1970                                                                            | 399 551              | 420 580   | 95.0           | 61         | 39            | 22            | 6550                     |                      | 24         | 72         | 26         |
| 1976                                                                            | 405 612              | 431 502   | 94.0           | 47         | 30            | 17            | 8630                     |                      | 21         | 66         | 26         |
| 1980                                                                            | 376 000              | 400 000   | 94.0           | 45         | 28            | 17            | 8355                     |                      | 18         | 62         | 27         |
| 1990                                                                            | 514 923              | 559 704   | 92.0           | 59         | 43            | 16            | 8727                     |                      | 19         | 112        | 34         |
| 1999                                                                            | 547 000              | 562 720   | 97.2           | 79         | 62            | 17            | 6924                     | 10                   | 18         | 69         | 41         |
| 2000                                                                            | 543 000              | 572 000   | 94.9           | 82         | 62            | 20            | 6621                     | 10                   | 21         | 72         | 41         |
| 2001                                                                            | 560 000              | 587 000   | 95.4           | 82         | 63            | 19            | 6829                     | 10                   | 20         | 79         | 41         |
| 2002                                                                            | 560 000              | 617 478   | 90.7           | 83         | 64            | 19            | 6746                     | 10                   | 20         | 86         | 41         |
| 2003                                                                            | 570 000              | 618 565   | 92.1           | 82         | 64            | 18            | 6951                     | 10                   | 29         | 81         | 41         |
| 2004                                                                            | 580 500              | 628 560   | 92.4           | 86         | 67            | 19            | 6750                     |                      | 19         | 90         | 41         |
| 2010                                                                            | 608 000              | 664 000   | 91.6           | 81         | 68            | 13            | 7506                     | 9                    | 13         | 51         | 41         |
| 2014                                                                            | 638 183              | 701 000   | 91.0           | 96         | 80            | 16            | 6647                     | 8                    | 17         | 68         | 43         |
| 2017                                                                            | 667 800              | 723 780   | 92.3           | 90         | 72            | 18            | 7420                     | 10                   | 18         | 63         | 46         |
| 2020                                                                            | 704 500              | 763 500   | 92.3           | 87         | 75            | 12            | 8097                     | 10                   | 24         | 49         | 46         |
| Fuente: Catholic-Hierarchy, que a su vez toma los datos del Anuario Pontificio. |                      |           |                |            |               |               |                          |                      |            |            |            |

## Episcopologio

### Vicario apostólico de San Juan de Cuyo
- Justo Santa María de Oro y Albarracín, O.P. † (22 de diciembre de 1828-19 de septiembre de 1834 erección de la diócesis)[nota 3]

### Obispos de San Juan de Cuyo
- Justo Santa María de Oro y Albarracín, O.P. † (19 de septiembre de 1834-19 de octubre de 1836 falleció)
- José Manuel Eufrasio de Quiroga Sarmiento † (19 de mayo de 1837-25 de enero de 1852 falleció)
  - Sede vacante (1852-1858)
- Nicolás Aldazor, O.F.M. † (23 de diciembre de 1858-22 de agosto de 1866 falleció)
- Wenceslao Javier José Achával y Medina, O.F.M. † (20 de diciembre de 1867-25 de febrero de 1898 falleció)
- Marcolino del Carmelo Benavente, O.P. † (7 de enero de 1899-28 de septiembre de 1910 falleció)
- José Américo Orzali † (30 de diciembre de 1911-20 de abril de 1934 nombrado arzobispo)

### Arzobispos de San Juan de Cuyo
- José Américo Orzali † (20 de abril de 1934-18 de abril de 1939 falleció)
- Audino Rodríguez y Olmos † (3 de noviembre de 1939-3 de agosto de 1965 falleció)
- Ildefonso María Sansierra Robla, O.F.M.Cap. † (28 de abril de 1966-12 de mayo de 1980 falleció)
- Ítalo Severino Di Stéfano † (8 de noviembre de 1980-29 de marzo de 2000 retirado)
- Alfonso Delgado Evers (29 de marzo de 2000-17 de junio de 2017 retirado)
- Jorge Eduardo Lozano, por sucesión desde el 17 de junio de 2017

## Galería de imágenes

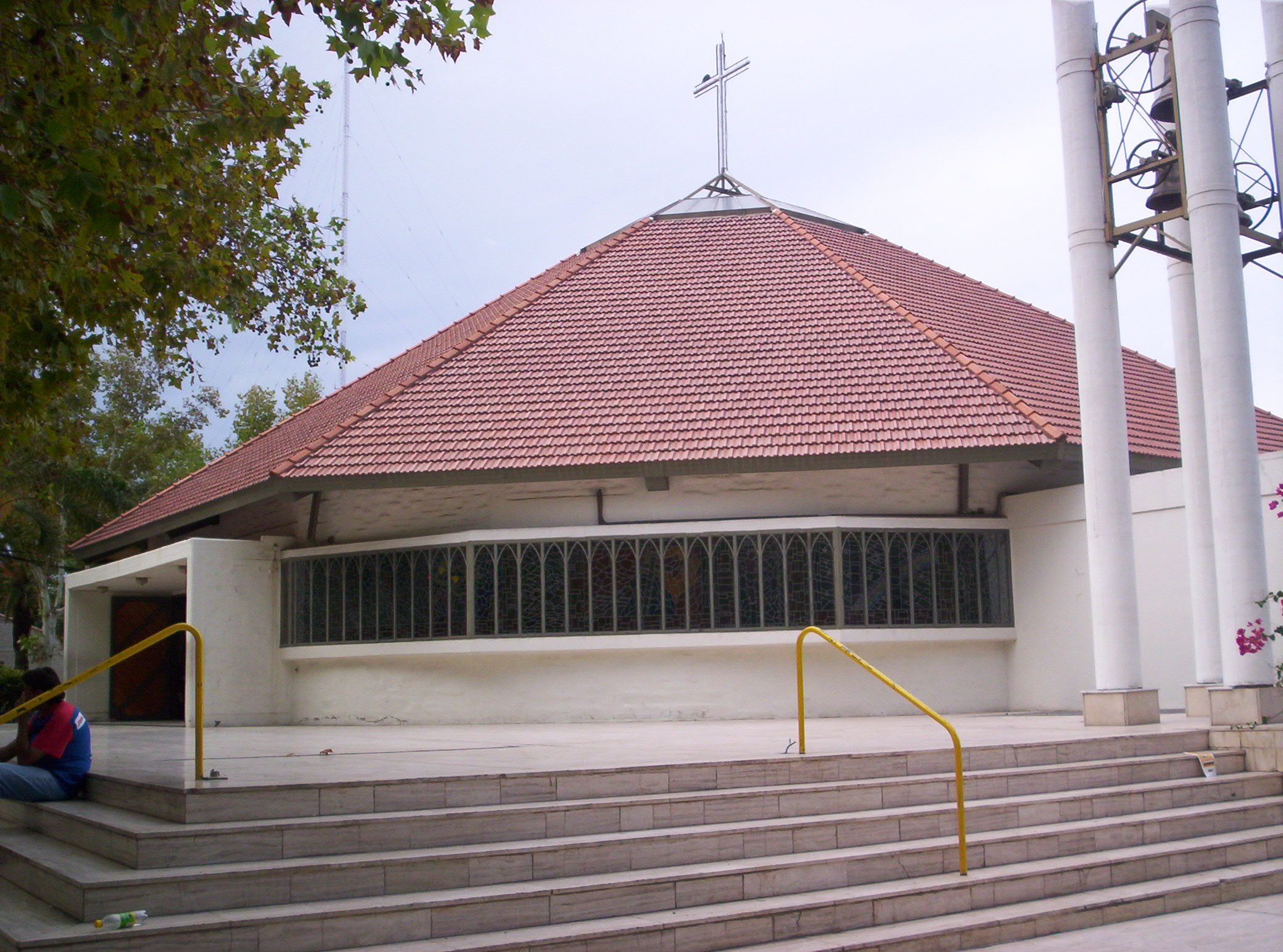
Iglesia de la Merced en la ciudad de San Juan
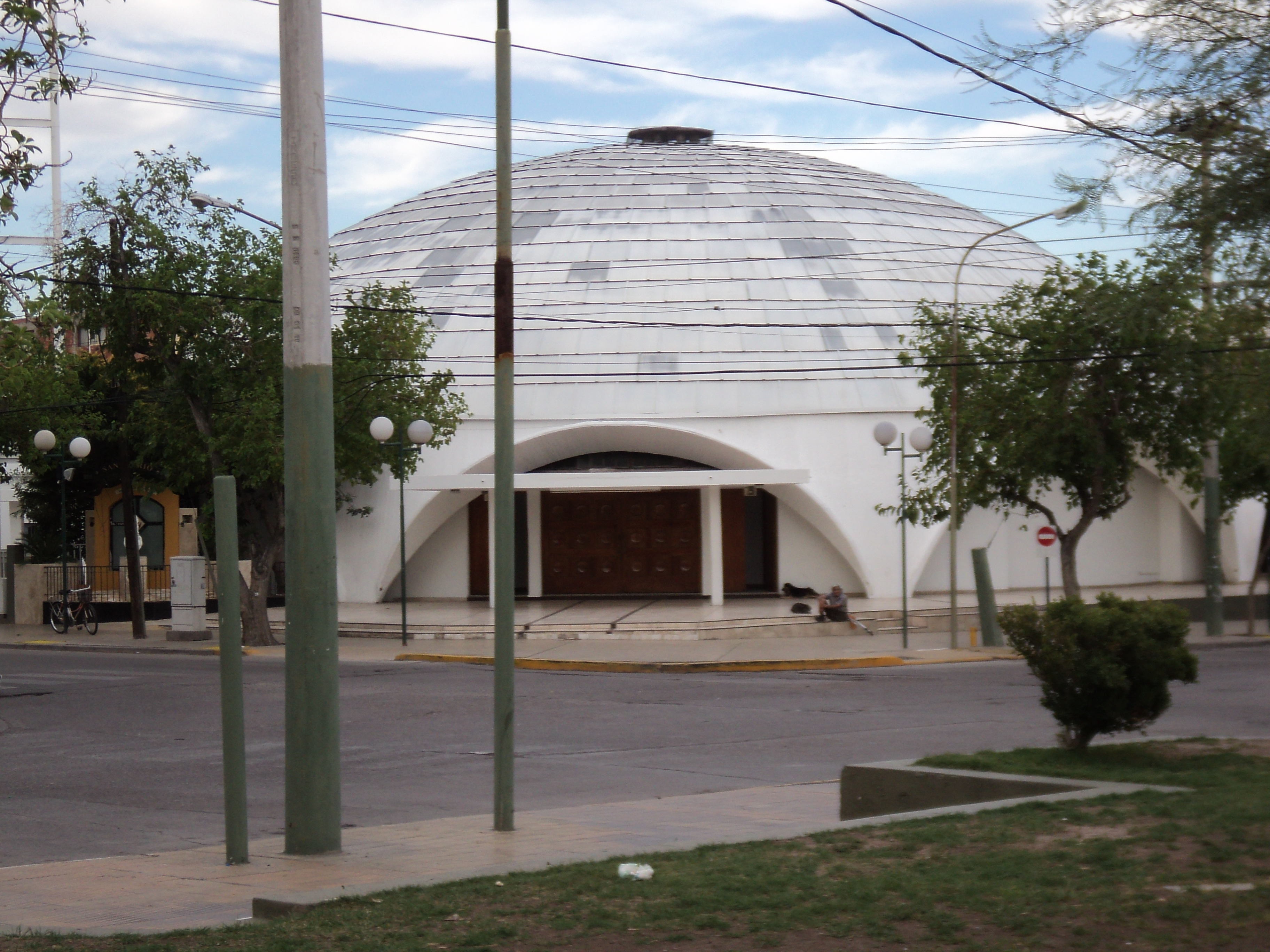
Iglesia de Concepción
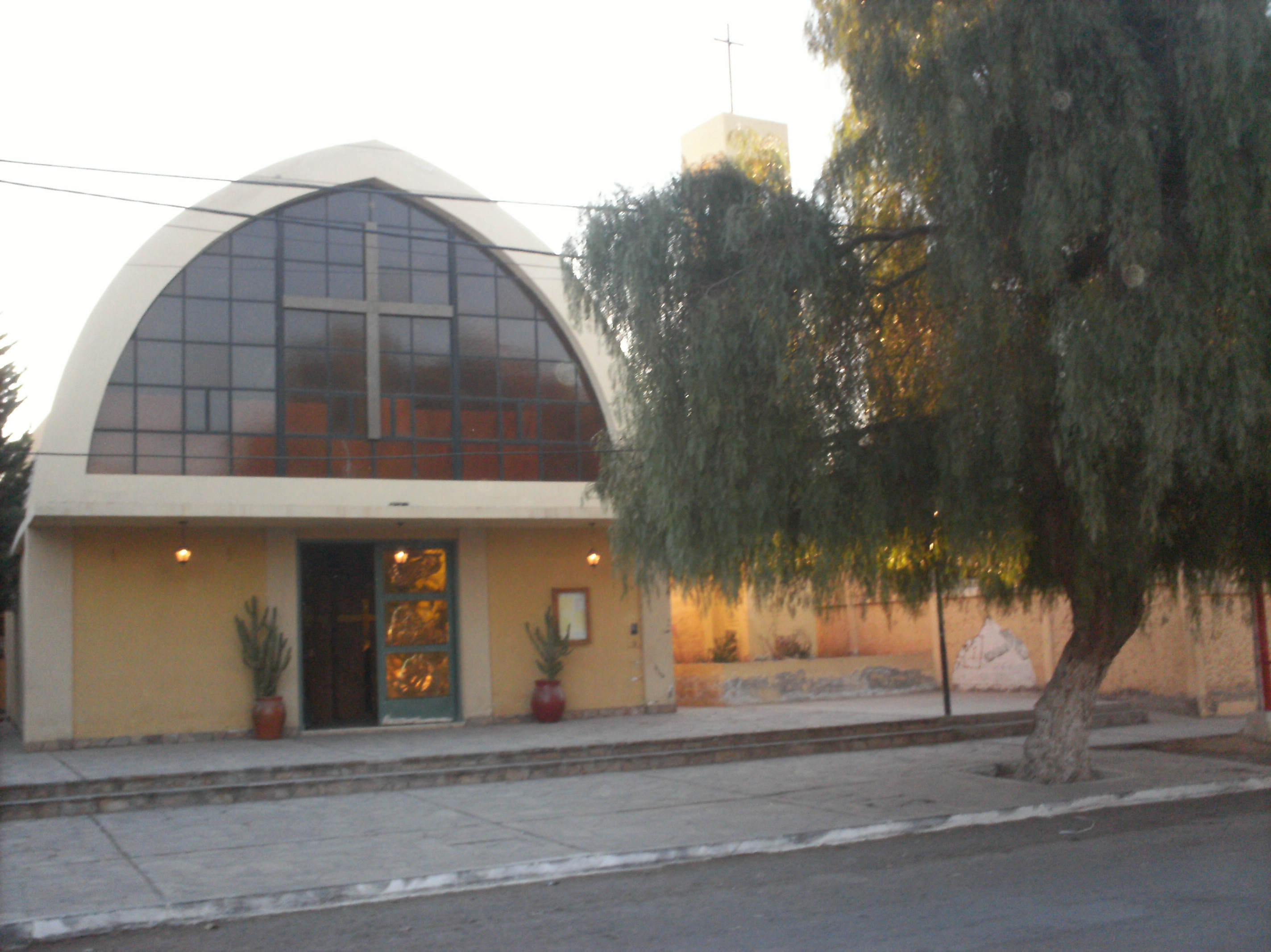
Iglesia Nuestra Señora del Carmen de Villa del Salvador
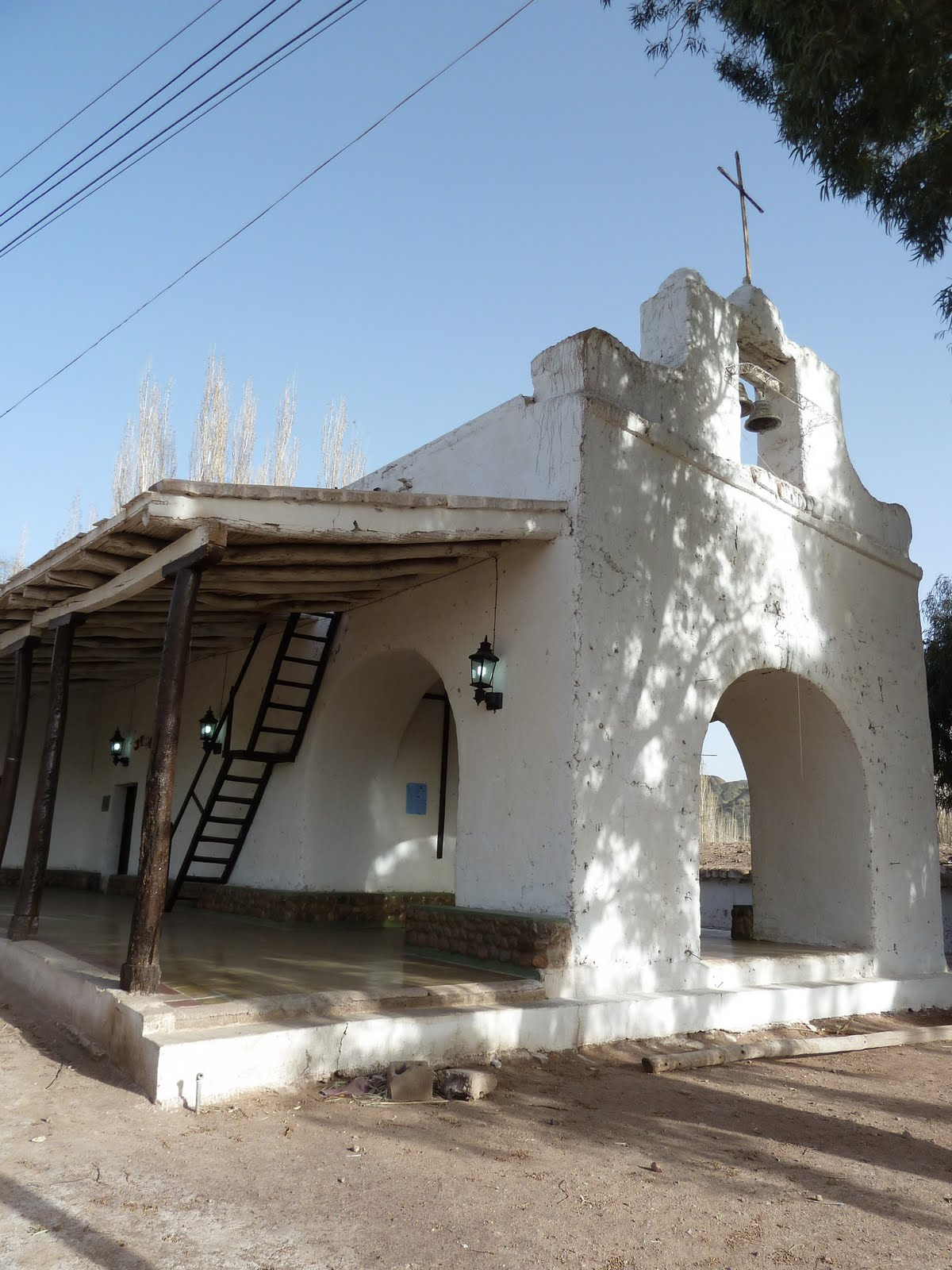
Capilla de Nuestra Señora del Carmen (Calingasta)
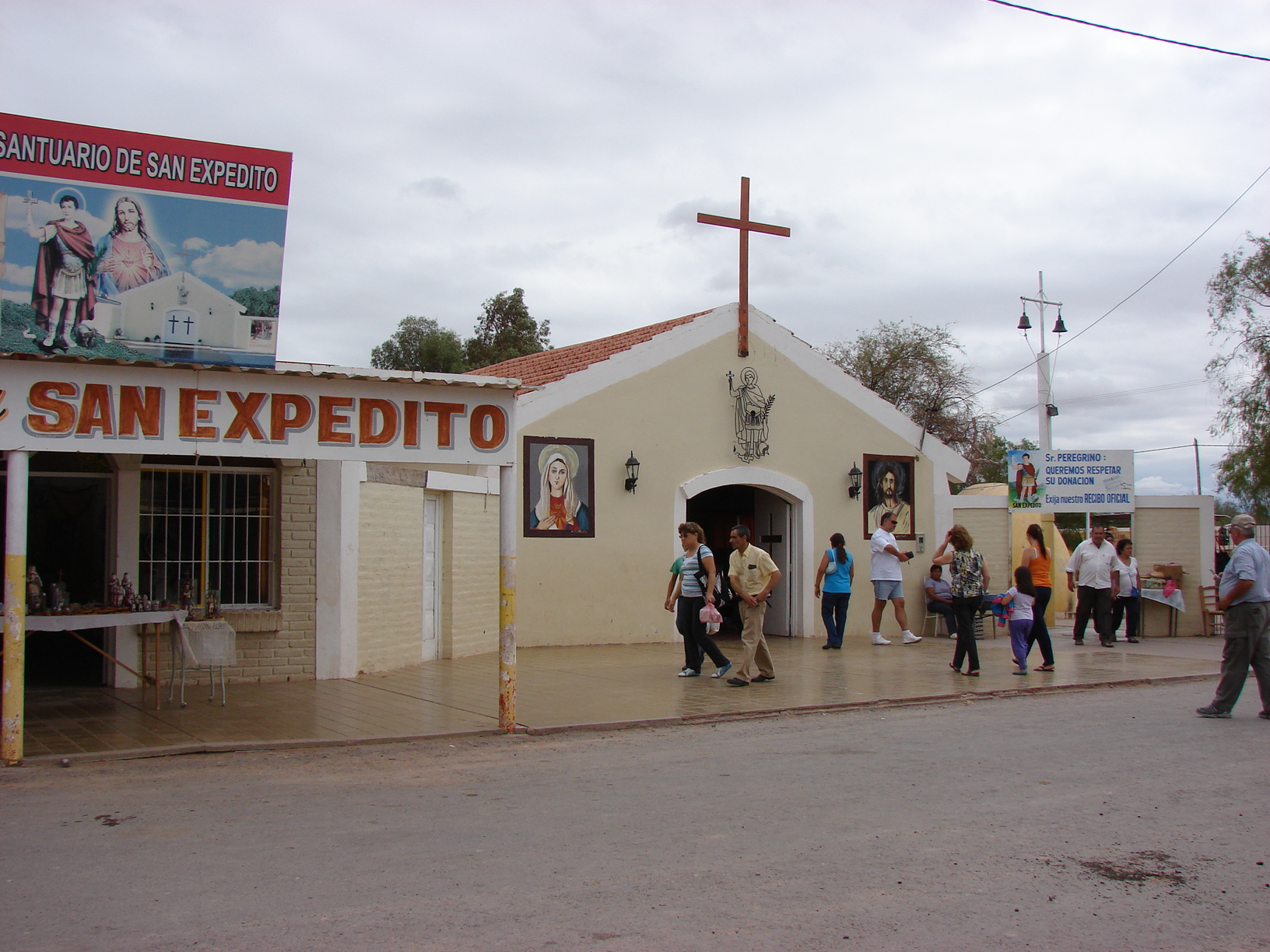
Santuario de San Expedito en Bermejo
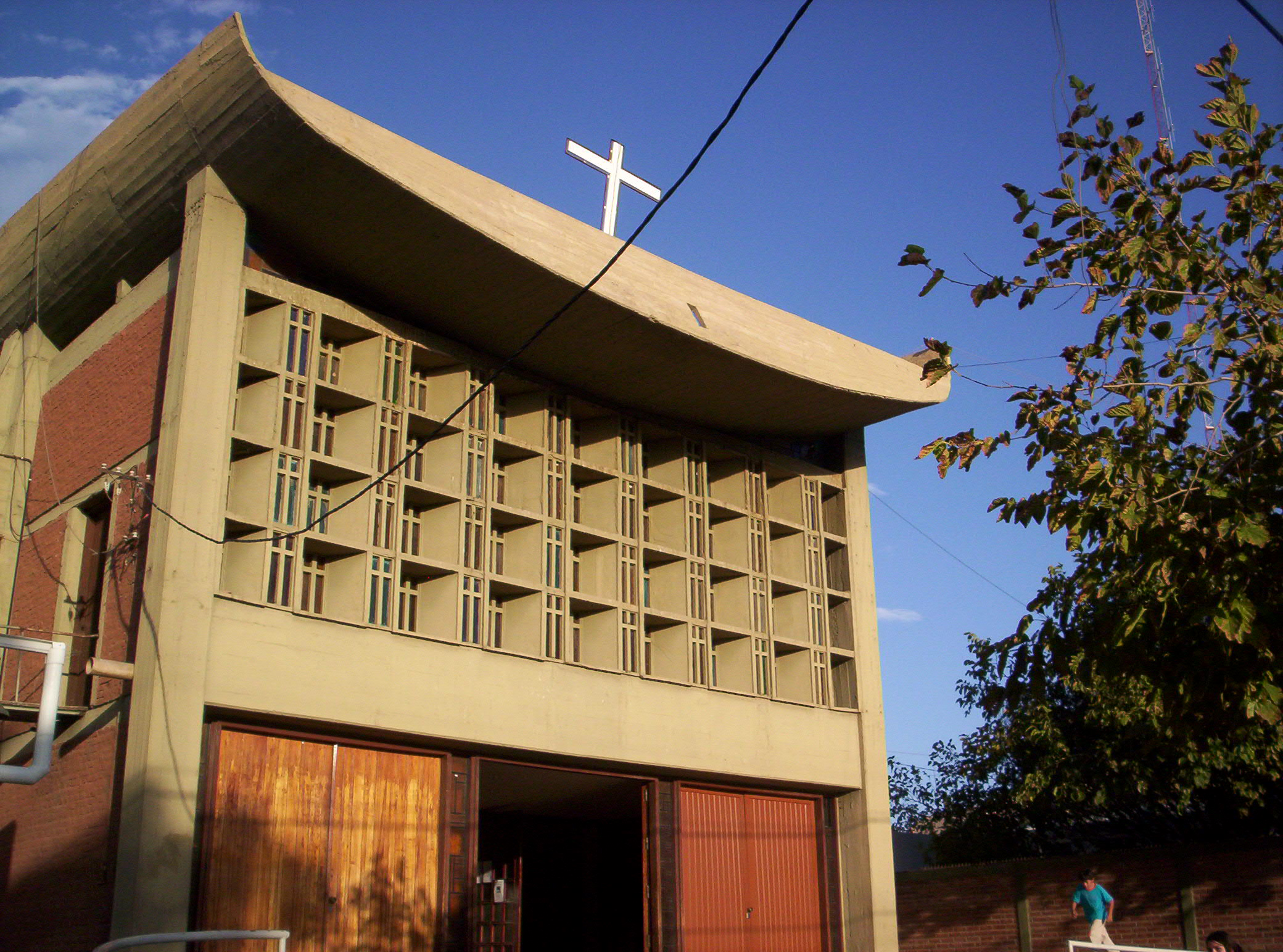
Iglesia de Cristo Rey en Caucete
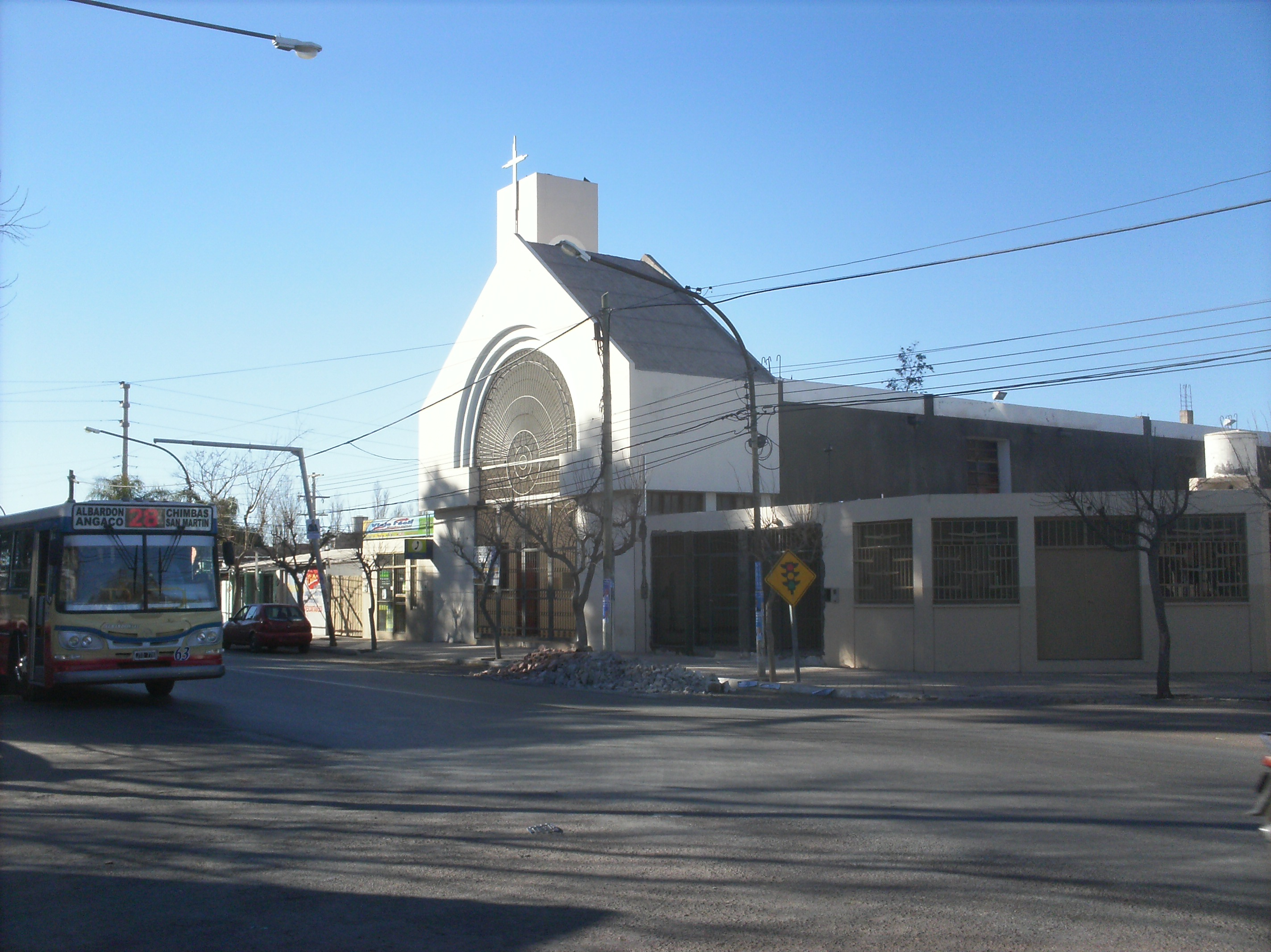
Parroquia Nuestra Señora del Rosario de Andacollo en Villa Paula Albarracín de Sarmiento
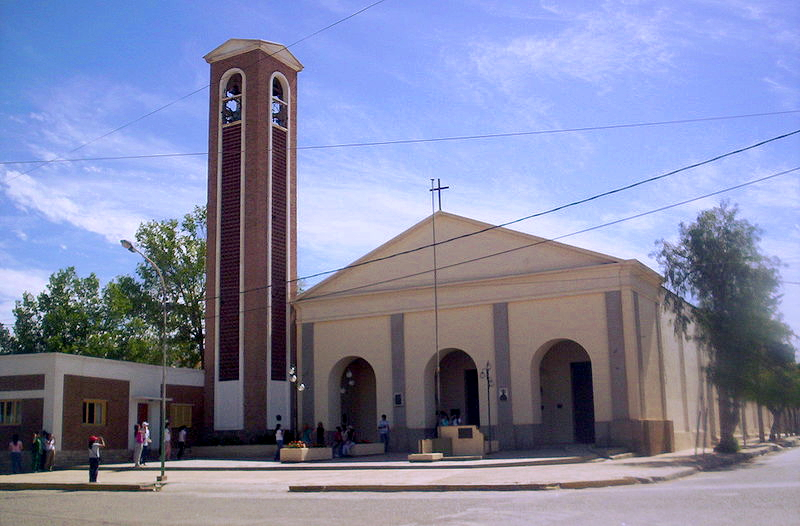
Iglesia Matriz de San José de Jáchal
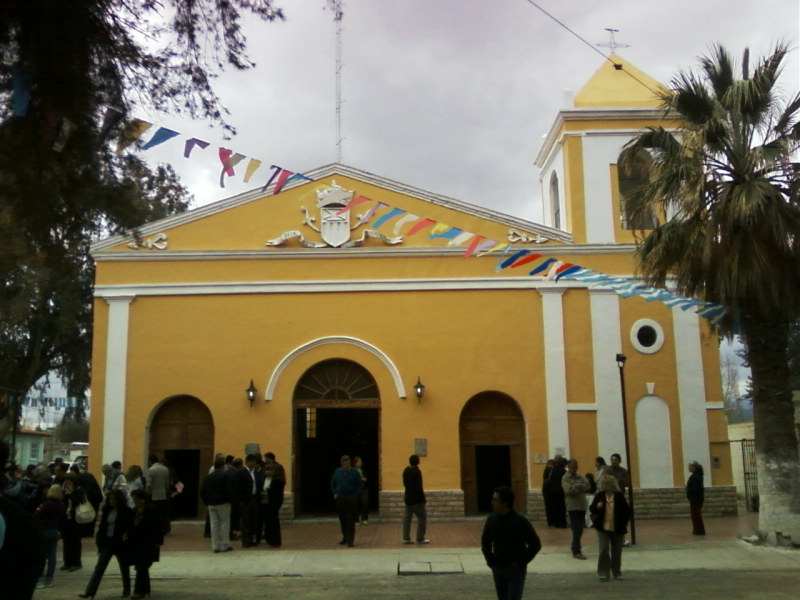
Parroquia de Villa Mercedes
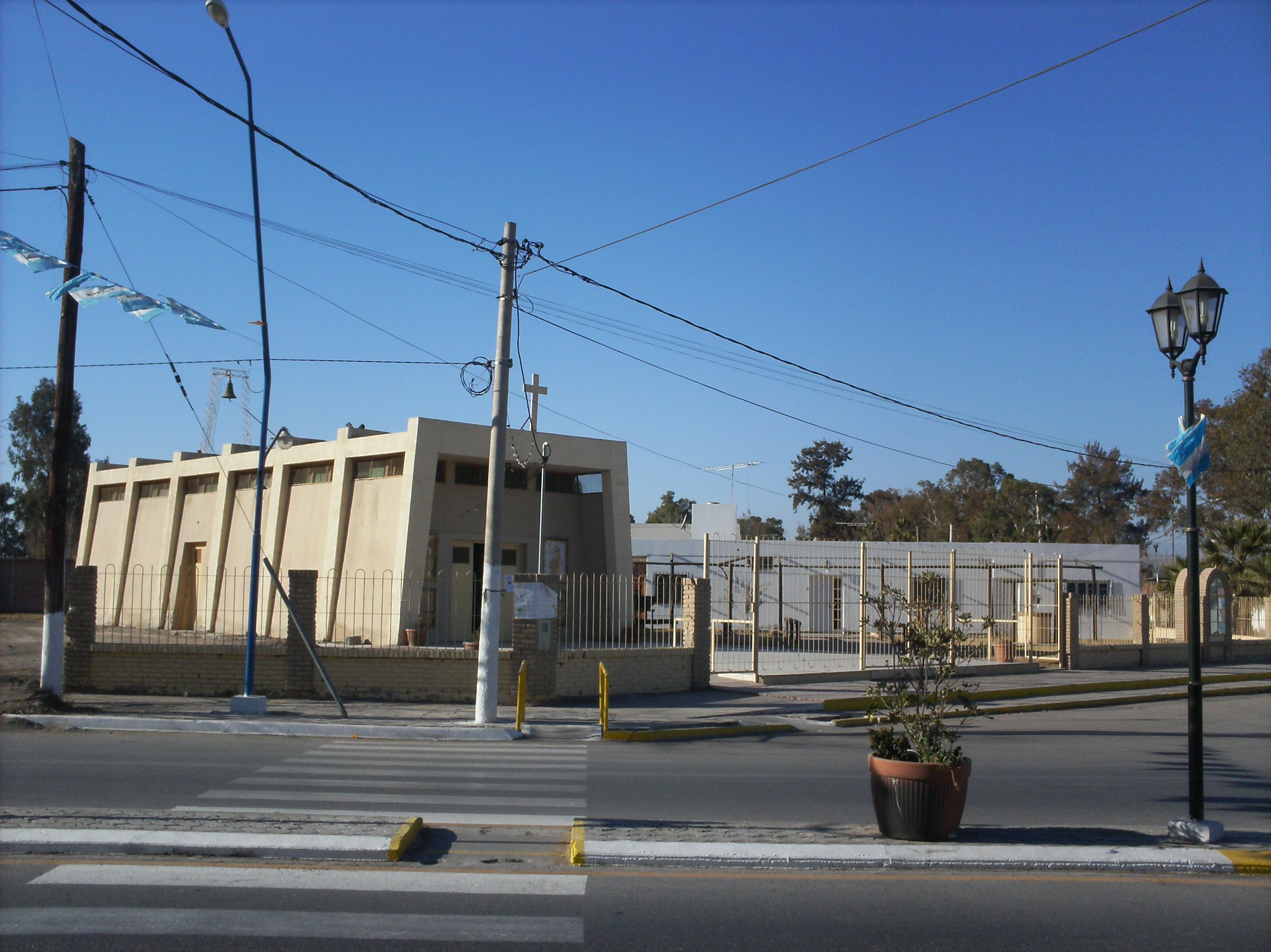
Iglesia de Nueve de Julio
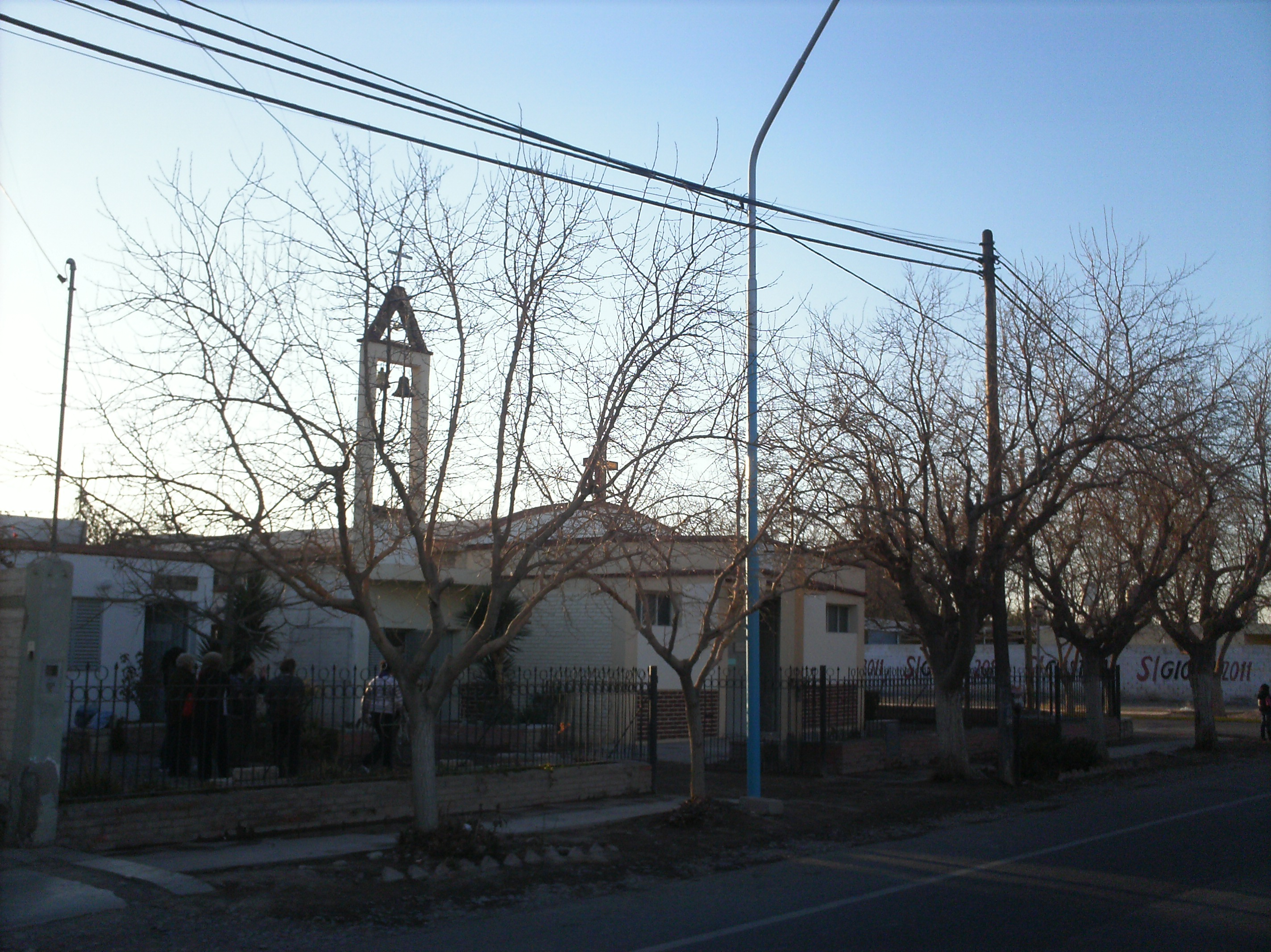
Iglesia de La Rinconada
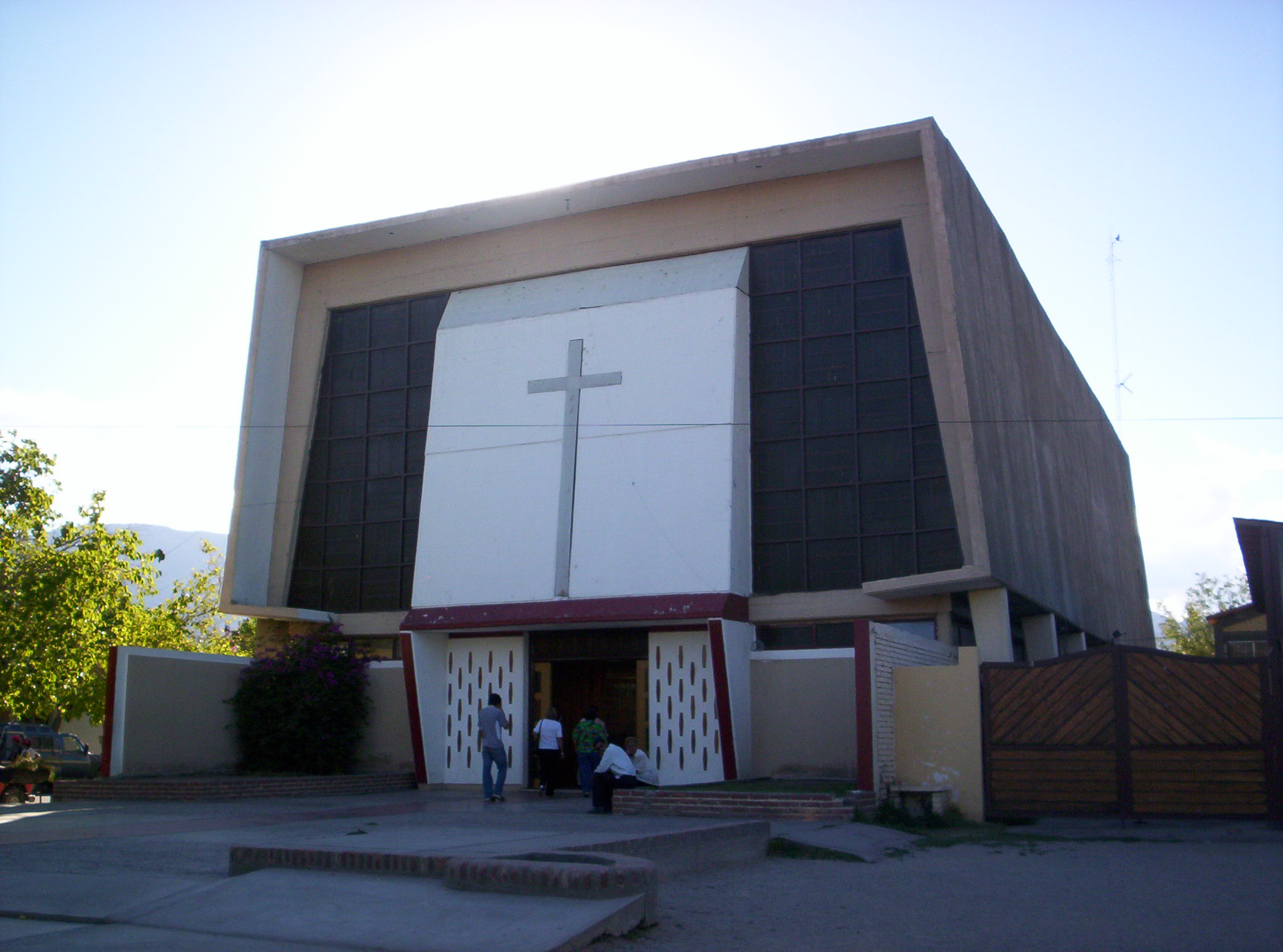
Parroquia de Santa Bárbara de Villa Aberastain
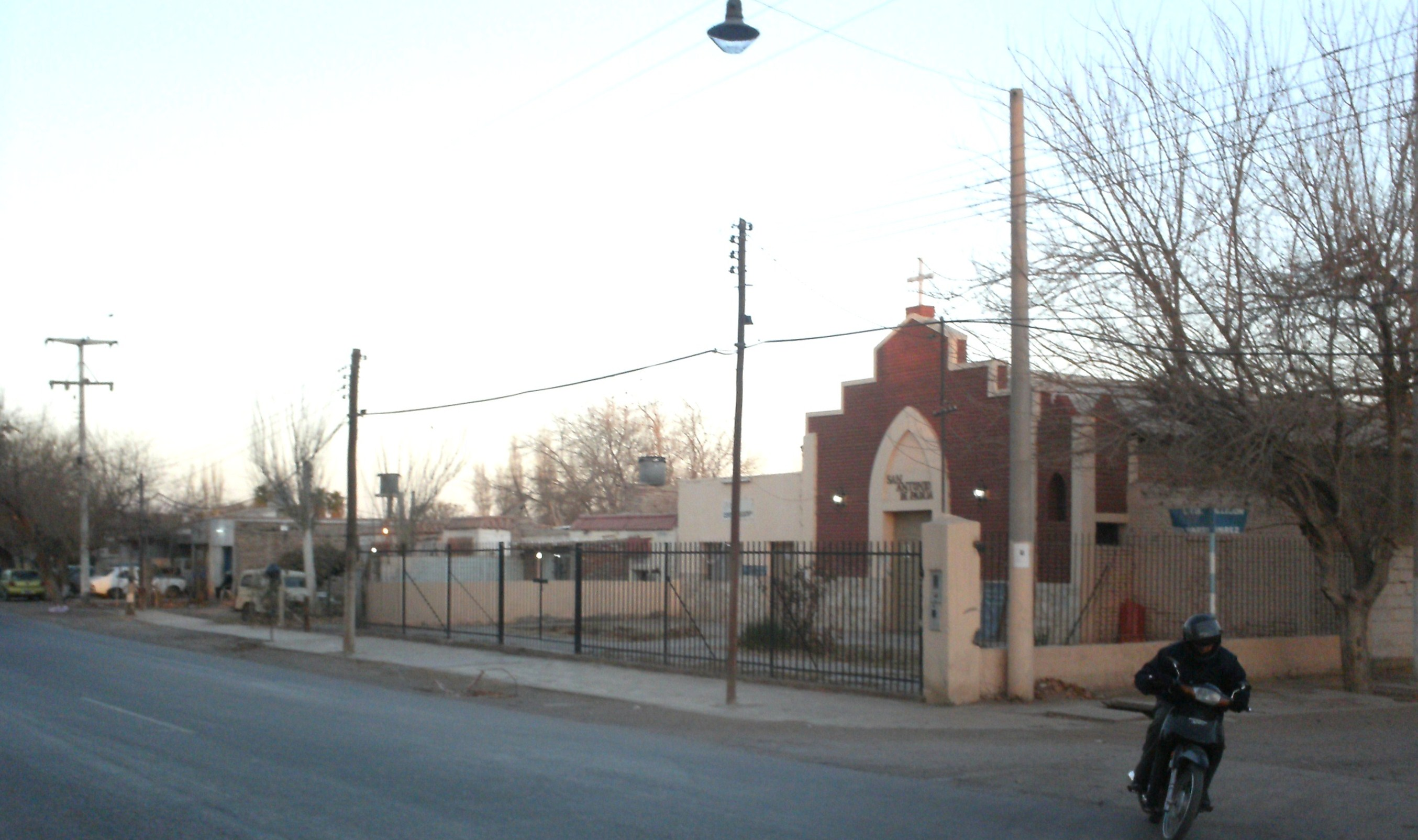
Iglesia de Alto de Sierra
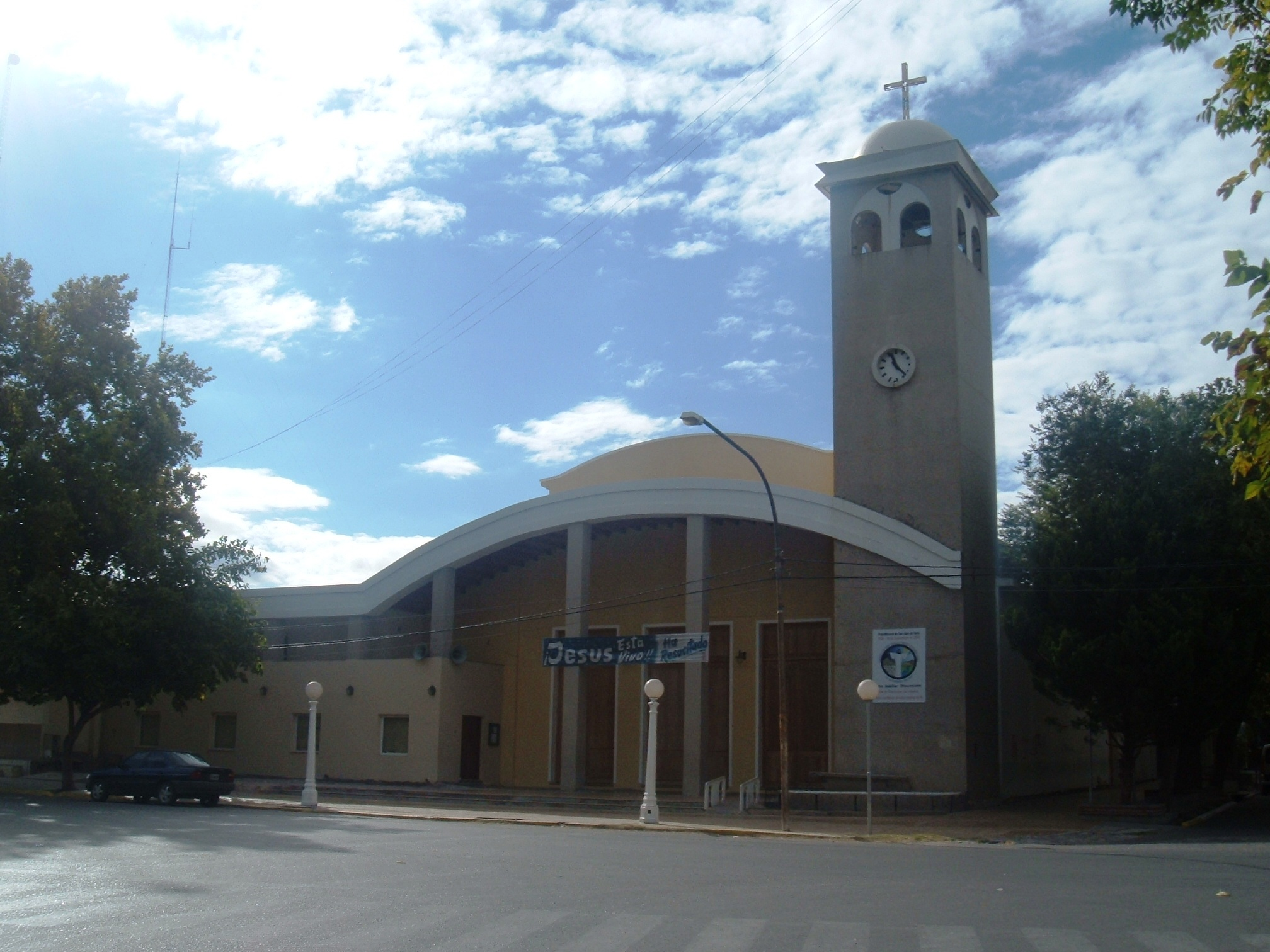
Iglesia de Santa Lucía
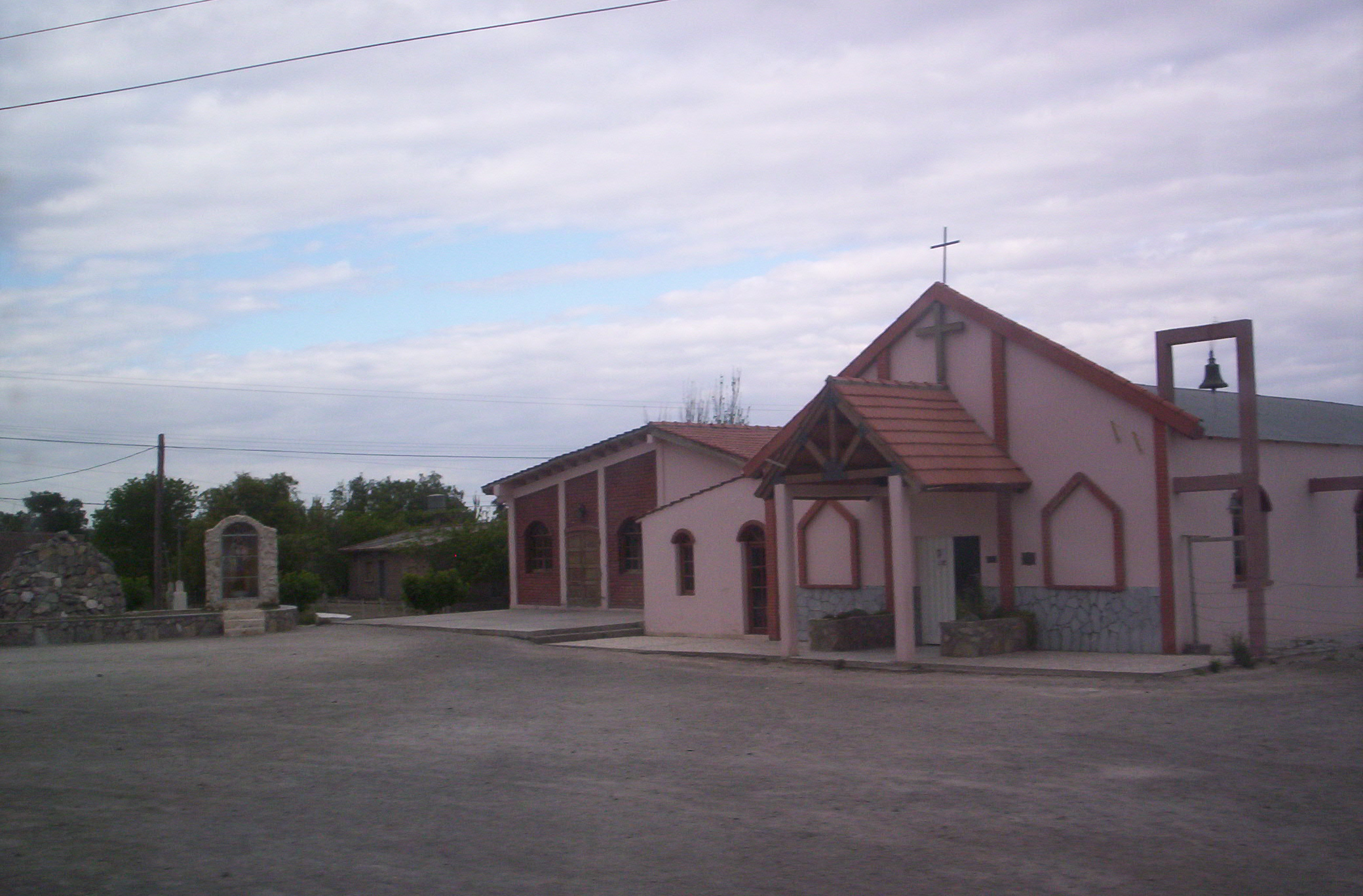
Iglesia de Los Berros
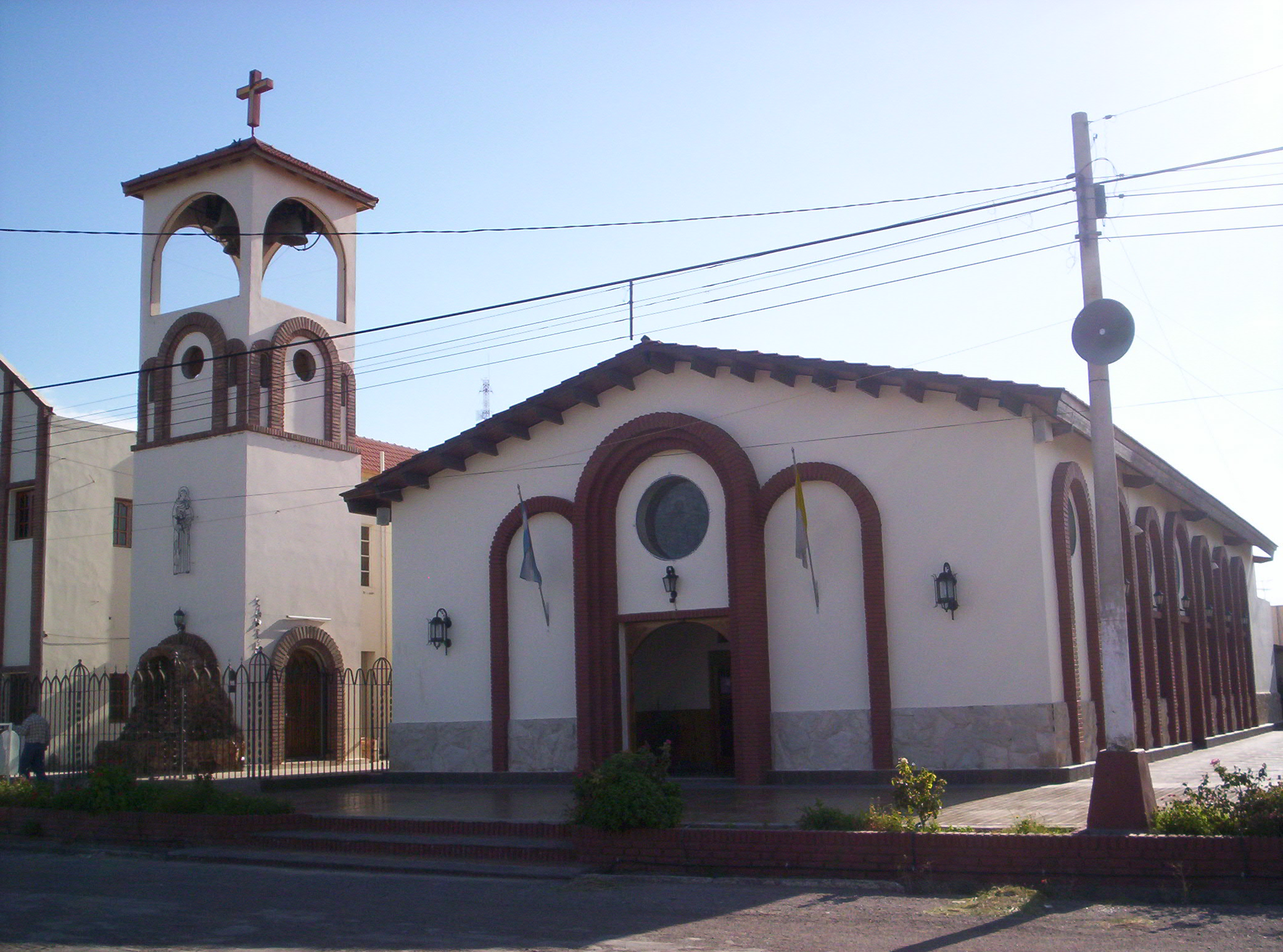
Iglesia San Antonio de Padua de Media Agua
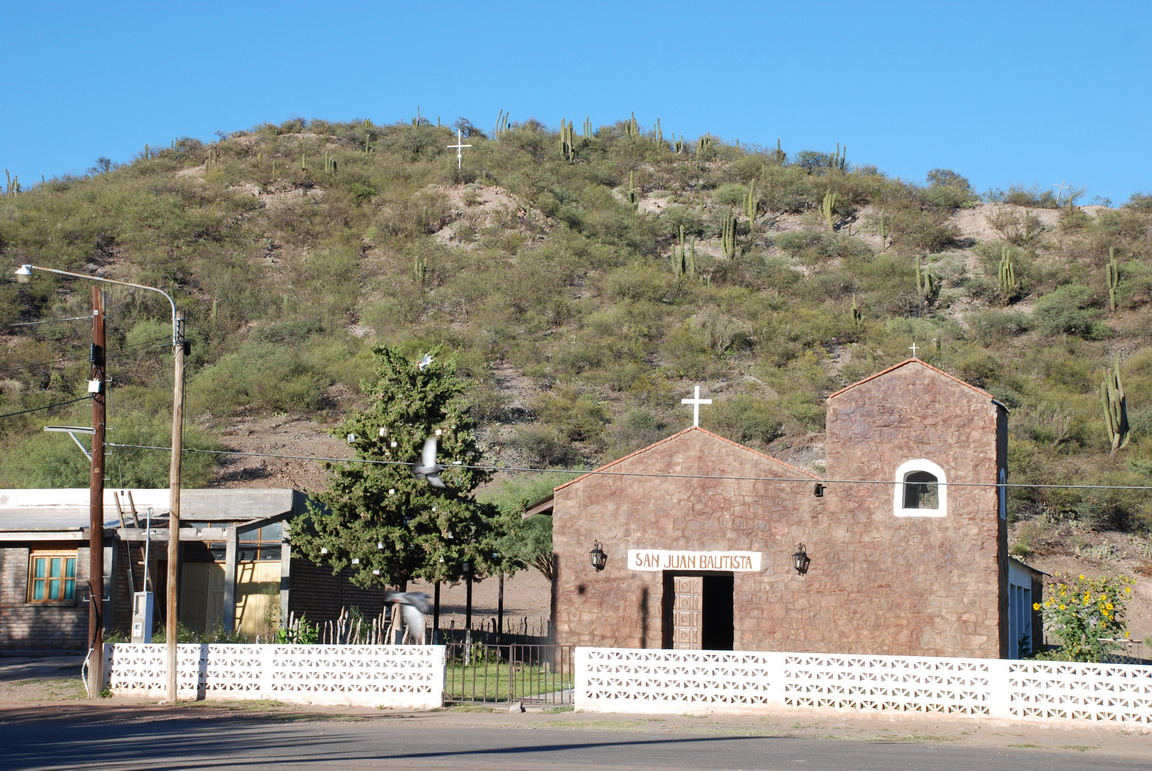
Iglesia de Usno
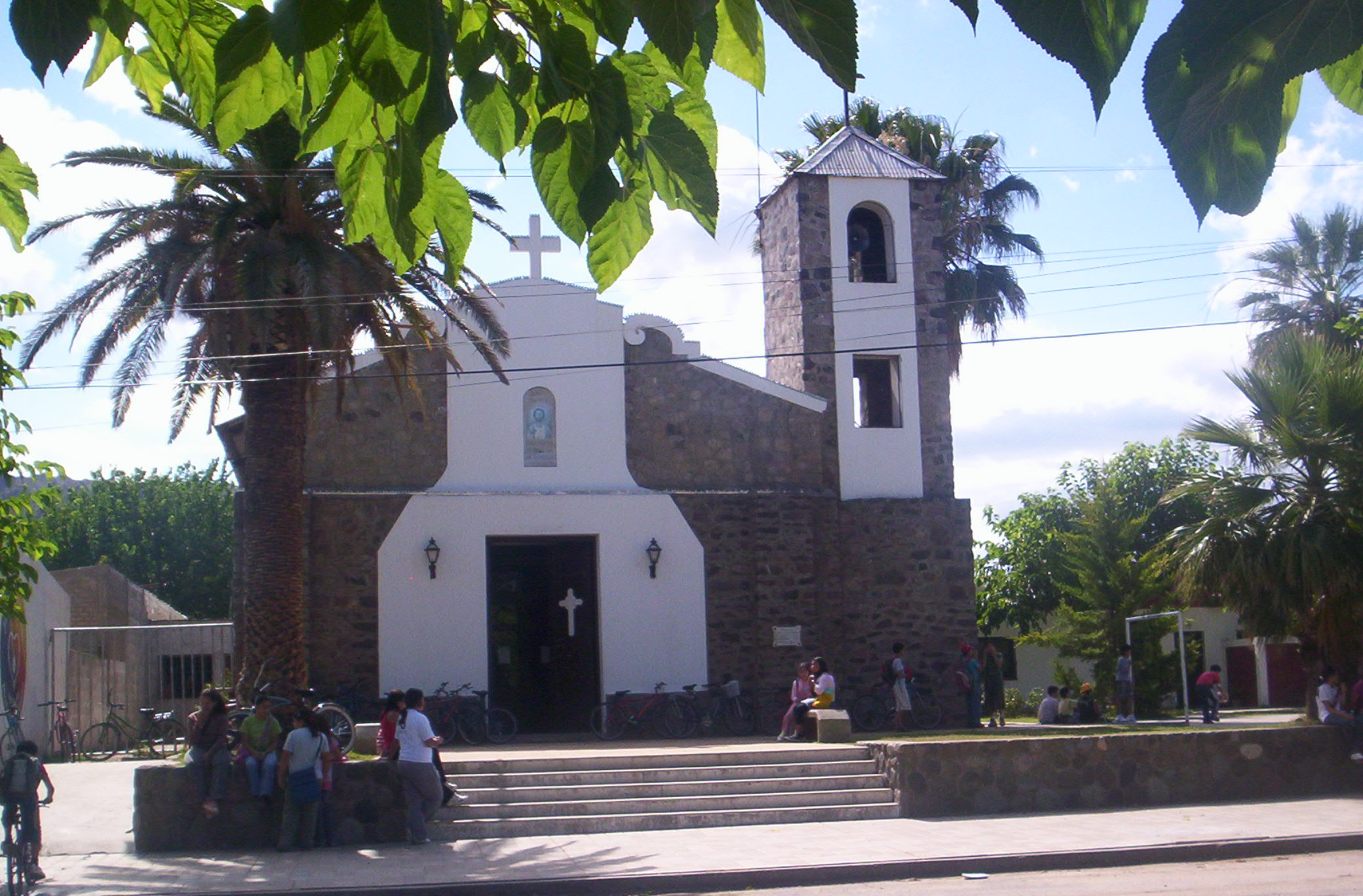
Iglesia de Villa San Agustín